# Novonor
Novonor (voorheen Odebrecht) is een Braziliaans conglomeraat van een reeks gediversifieerde bedrijven in de bouwsector, engineering, vliegtuigindustrie, milieueconomie, petrochemie, chemische industrie, nutsbedrijven, ethanol, vastgoed, civiele techniek, defensie-industrie, transportsector, en andere. Het bedrijf werd in 1944 in Salvador da Bahia opgericht door Norberto Odebrecht en is nu actief in 24 andere landen in Zuid-, Midden- en Noord-Amerika, de Caraïben, Afrika, Europa en het Midden-Oosten.
Het kernbedrijf was Construtora Norberto Odebrecht, met daarnaast een reeks nevenbedrijven zoals OR (Vastgoed), Odebrecht Latinvest (infrastructuur), Odebrecht Engineering & Construction (energie, mijnbouw, landbouw), Ocyan (offshore-exploratie), Odebrecht Transport (stedelijk vervoer, snelwegen), Braskem (thermoplast), Atvos (ethanol), Enseada Shipbuilding (scheepswerven). Daarnaast financiert de groep ook een educatieve stichting, de Fundação Odebrecht die onder meer een werk van de filosoof Olavo de Carvalho publiceerde.
Het bedrijf haalde contracten binnen over de hele wereld, van de uitbreiding van het metronetwerk in Caracas, het bouwen van een haven in Cuba tot infrastructuurprojecten in Afrika.

## Rechtszaken en nieuwe naam
Odebrecht was betrokken in tal van rechtszaken en corruptieonderzoeken, vooral sedert op 17 maart 2014 federaal rechter Sérgio Moro een uitgebreid onderzoek begon, dat in Brazilië bekendstaat als de “operatie car wash” (Portugees Operação Lava Jato). De verdachte handelingen draaien vooral rond corruptie bij het staatsoliebedrijf Petrobras, waar talloze politici steekpenningen zouden hebben ontvangen. Emilio Odebrecht, vader van de in dit verband op 19 juni 2015 gearresteerde bedrijfsleider Marcelo Odebrecht en destijds CEO van Odebrecht, gaf grif toe dat het betalen van steekpenningen “sedert 30 jaar de gewoonte was”.  Door de verklaringen, in ruil voor strafvermindering, van Marcelo Odebrecht, verloor de machtige parlementsvoorzitter Eduardo Cunha zijn zetel, en werd oud-president Lula da Silva veroordeeld tot gevangenisstraf.
Ook in de affaire Paradise Papers uit 2017 werd Odebrecht genoemd als eigenaar van offshore-constructies waarmee steekpenningen zouden betaald zijn aan politici en opdrachtgevers.
Op 18 december 2020 kondigde de onderneming aan de naam "Odebrecht" te wijzigen in "Novonor", kennelijk om te onderstrepen dat het de kwalijke episodes uit het verleden achter zich wilde laten.